# Doug Jones (beisbolista)
Douglas Reid Jones (Covina, 24 de junio de 1957 - 22 de noviembre de 2021) fue un beisbolista profesional estadounidense que se desempeñó como lanzador de relevo. Durante una carrera de 16 años en las Grandes Ligas (MLB), jugó para los Milwaukee Brewers (1982, 1996-1998), los Cleveland Indians (1986-1991, 1998), los Baltimore Orioles (1995), los Oakland Athletics (1999-2000), los Houston Astros (1992-1993), los Philadelphia Phillies (1994) y los Chicago Cubs (1996). Fue cinco veces All-Star de la MLB y miembro del club de los 300 salvados.

## Carrera como jugador
Asistió a la Universidad central de Arizona y los Milwaukee Brewers lo seleccionaron en la tercera ronda de la fase de enero del draft de la MLB de 1978. Pasó siete años en su sistema de ligas menores. Su única experiencia en Grandes Ligas con los Brewers tuvo lugar en solo cuatro juegos en 1982. Fue liberado después de la temporada de 1984 y firmó con los Indios. Se convirtió en el cerrador de tiempo completo de los Indians en 1988, rompiendo el récord de salvamentos de los Indians en una temporada con 37. Mantuvo el récord de todos los tiempos de los Indians de salvamentos con 129 hasta que Bob Wickman lo rompió el 7 de mayo de 2006.
Antes de la temporada de 1992, firmó un contrato de ligas menores con los Houston Astros. Después de la temporada de 1993, los Astros cambiaron a Jones y Jeff Juden a los Filis de Filadelfia por Mitch Williams. Un agente libre después de la temporada de 1994, firmó un contrato para el de un año por $1 millón con los Baltimore Orioles. Jones lanzó una entrada impecable durante un salvamento el 23 de septiembre de 1997, al ponchar a Johnny Damon, Scott Cooper y Rod Myers de los Kansas City Royals.
Anunció su retiro el 7 de diciembre de 2000. Sus 303 salvamentos en su carrera ocuparon el puesto 12 en la historia de las Grandes Ligas tras su retiro, y sus 846 apariciones en su carrera ocuparon el puesto 21. Un especialista en cambios, era conocido por mantener a los bateadores fuera de balance al lanzar lanzamientos extremadamente lentos. Lanzó una bola rápida de dos costuras que alcanzó su punto máximo en los 80 y una curva de nudillos en diversas ocasiones.
Fue elegido para el equipo All-Star de la Liga Americana tres veces (1988, 1989 y 1990) y para el equipo All-Star de la Liga Nacional dos veces (1992 y 1994). Fue el jugador de mayor edad en las mayores en 2000 a la edad de 43 años.

## Carrera como entrenador
En 2009, Jones entrenó a Pusch Ridge Christian Academy para el Campeonato de secundaria de Arizona 2A. A principios de la década de 2010, fue entrenador de pitcheo del San Diego Christian College.
El 22 de enero de 2015, fue nombrado entrenador de pitcheo de los Boise Hawks, una filial de ligas menores de los Colorado Rockies.

## Fallecimiento
Falleció por complicaciones relacionadas con COVID-19 el 22 de noviembre de 2021, a la edad de 64 años.